# Niech Moc będzie z tobą
„Niech Moc będzie z tobą” (ang. May the Force be with you) – słowa wypowiedziane przez Bena Kenobiego (Obi Wan Kenobi) do Luke’a Skywalkera w filmie Nowa nadzieja (Star Wars). Sentencja jest powtarzana później przez wielu różnych bohaterów Gwiezdnych wojen.
Motyw Mocy pojawiał się również w innych wypowiedziach bohaterów. W Powrocie Jedi admirał Ackbar mówi „Niech Moc będzie z nami” (May the Force be with us).
Cytat uznano za kultowy i w 2005 roku został on umieszczony na ósmym miejscu AFI’s 100 Years... 100 Movie Quotes.